# International Organisation of Palaeobotany
De International Organisation of Palaeobotany (IOP) is een organisatie die zich richt op de promotie van internationale samenwerking op het gebied van onderzoek naar paleobotanie inclusief paleopalynologie. 
De organisatie publiceert een nieuwsbrief en regelt de organisatie van internationale conferenties. Ook zoekt de IOP samenwerking met andere internationale organisaties om de paleobotanie als wetenschappelijke discipline verder te ontwikkelen en te integreren in aanverwante vakgebieden. De IOP werkt onder meer samen met de International Association for Plant Taxonomy (IAPT), de International Palaeontological Association, de Commission Internationale de Microflore du Paléozoique en de International Federation of Palynological Societies.
De organisatie kiest ereleden. Dit zijn leden met een grote staat van dienst op het gebied van paleobotanisch onderzoek. Onder meer William Gilbert Chaloner was erelid. 